# Velvet ghetto
Оксамитове гетто (англ. Velvet ghetto) — переважання жінок у певних галузях, таких як зв'язки з громадськістю, освіта, бухгалтерія та людські ресурси. Цей термін в першу чергу приписується дослідженню Міжнародної асоціації ділових комунікаторів (International Association of Business Communicators — IABC) 1985 року, однак IABC посилається на статтю 1978 Business Week 1978 року як першоджерело (IABC, 1986).
Введений у відповідь на різкі гендерні зміни, що відбулися у сфері зв'язків з громадськістю в Америці протягом 1970-х — середини 1980-х років, тепер цей термін відображає непропорційну кількість жінок у певних сферах (Northouse, 2013). 
Хоча жінки складають більшість у сфері зв'язків з громадськістю, чоловіки все ще переважають як топ-менеджери фірм, це демонструє, що в гендерному розподілі на управлінських рівнях все ще в значній мірі переважають чоловіки. Ця перевага чоловіків на керівних посадах породила такі терміни, як «скляна стеля» та «оксамитове гетто», які свідчать про корпоративну боротьбу в США.
За даними Британського Інституту зв'язків з громадськістю (CIPR), гендер є «третім найбільш впливовим фактором» (CIPR, 2015), який має більший вплив на оплату праці, ніж статус повного або неповного робочого дня, рівень освіти чи галузь.
У 2016 році Міністерство праці США повідомило про те, що загальна кількість людей, які працюють у сфері ПР склала 62 000 осіб, більше 70 відсотків з них складають жінки. (Бюро перепису США, 2017). Незважаючи на те що жінки складають більшість у сфері ПР, вони все одно заробляють менше чоловіків.
Значна перевага на керівних посадах чоловіків стала предметом інтересу третьої хвилі фемінізму з огляду на зростаючу роль жінок в освіті та працевлаштуванні, але недостатню участь жінок у політиці та лідерстві. Додатковою проблемою PR є те, що, оскільки він став сферою, де переважають жінки-працівники, з'явилися стереотипи фахівців з PR, таких як, наприклад, PR Bunny або PR Girl.